# Deliver Us (Darkest Hour)
Deliver Us è il quinto album in studio del gruppo melodic death metal statunitense Darkest Hour, pubblicato nel 2007.

## Tracce
1. Doomsayer (The Beginning of the End) – 4:33
2. Sanctuary – 2:13
3. Demon(s) – 3:48
4. An Ethereal Drain – 3:56
5. A Paradox with Flies – 4:26
6. The Light at the Edge of the World – 1:42
7. Stand and Receive Your Judgement – 2:38
8. Tunguska – 5:32
9. Fire in the Skies – 3:19
10. Full Imperial Collapse – 2:39
11. Deliver Us – 4:47

## Formazione
- John Henry – voce, piano
- Kris Norris – chitarra, piano
- Mike Schleibaum – chitarra
- Paul Burnette – basso
- Ryan Parrish – batteria, piano